# Економіка Куби

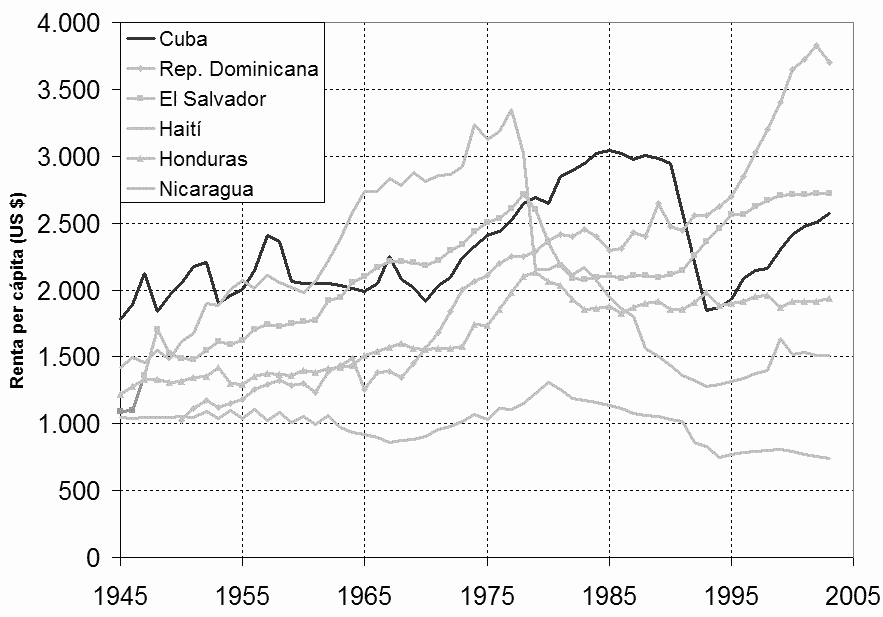
Зміна ВВП Куби в часі, дані [http://www.ggdc.net/maddison/Historical_Statistics/horizontal-file_03-2007.xls World Population, GDP and Per Capita GDP, 1-2003 AD

Еконо́міка Куби — одна з найбільш націоналізованих у світі. 

## Загальна характеристика
Найбільш високі темпи колективізації припали на перших два післяреволюційні роки, коли у власність перейшла більшість промислових і гірничодобувних підприємств, будівельних організацій, значна частина фінансових установ, внутрішньої і зовнішньої торгівлі, а також біля третини сільськогосподарського виробництва.
До недавнього часу в країні існувало Центральне управління планування, в завдання якого входила розробка річних, середньо- і довготермінових планів, хоча основні рішення по ключових питаннях економіки ухвалювалися політичним керівництвом країни. Під час економічної кризи початку 1990-х років Центральне управління було скасоване, а його функції передані Міністерству економіки і планування. При цьому державні підприємства і організації отримали більшу автономію і можливість розпоряджатися прибутком. Управління основними секторами економіки як і раніше здійснюється з центру відповідним міністерством, яке, взаємодіючи з Міністерством економіки і планування, розподіляє необхідні ресурси (паливо, сировина, трудові і грошові ресурси) і встановлює планові показники рівня виробництва для даного сектора.
Роль ринку в країні мінімальна, оскільки розподіл засобів і проміжних товарів проводиться планувальними органами, а більшість споживчих товарів розподіляються централізовано через систему нормування. Розмір заробітної плати встановлюється також централізований, а системи обслуговування населення підпорядковані державі. В межах «приватного» сільськогосподарського сектора в значному об'ємі практикується бартер (свого роду натуральний товарообмін), проте продаж надлишків сільськогосподарської продукції міським жителям різко обмежена, а у ряді випадків розцінюється як злочин.
Куба — аграрно-індустріальна країна. Основні галузі промисловості: цукрова, нафтова, харчова, тютюнова, текстильна, хімічна, паперова, деревообробна, нікелева, цементна, сільськогосподарське машинобудування. Транспорт: залізничний, автомобільний, морський. Основні морські порти: Гавана, Сантьяго-де-Куба, Марієль, Сьєнфуегос, Нуевітас. Міжнародний аеропорт — в м. Гавана.
В цілому економіка Куби, незважаючи на різкі коливання показників в окремі роки, поступово росла в 1940-1950-х роках, знаходилася в стані застою або фактичного спаду в 1960-х роках, а на 1970-х — початку 1980-х років стала швидко розвиватися. Обсяг реального сукупного суспільного продукту (національний прибуток без урахування окремих елементів сфери послуг) в період з 1975 по 1985 щорічно зростав в середньому на 5,7 %. На початку 1990-х років відбулося різке (на 35 %) падіння виробництва, викликане розривом зв'язків з більшістю торгових партнерів Куби з колишнього соціалістичного табору.
Куба — єдина соціалістична держава в Західній півкулі. Соціалістичний лад був встановлений в 1960-ті роки, внаслідок перемоги масового революційного руху під керівництвом Ф.Кастро 1 січня 1959. Внаслідок того, що нова влада  експропріювала власність американських громадян і корпорацій,  Куба зазнала жорсткого бойкоту зі сторони США. Економіка Куби є однією з найбільш націоналізованих у світі. До кінця 1970-х років в приватному секторі знаходилося всього 25 % сільського господарства, 7 % транспорту, 1 % засобів зв'язку і менше за 1 % риболовецького флоту. Донедавна економіка країни була жорстко плановою. Під час економічної кризи початку 1990-х років державні підприємства і організації отримали більшу автономію і можливість розпоряджатися прибутком. Роль ринку в країні мінімальна. Але з метою виходу з кризи керівництво країни здійснює реформи, направлені на поступове впровадження елементів ринкової економіки. Не відмовляючись від централізованого керівництва економікою, воно пішло на підвищення господарської самостійності державних підприємств, лібералізацію зовнішньоекономічної діяльності, створення мережі комерційних банківських структур. Такі заходи, як легалізація долара, створення спільних підприємств і дозвіл іноземних інвестицій, відкриття ринків сільгосппродукції, дозвіл ряду видів індивідуальної трудової діяльності і інш. припинили процес стагнації економіки і зумовили позитивну динаміку ВВП: 2,5 % зростання в 1995, 7,8 % у 1996, 2,5 % у 1997, 1,2 — у 2000. Для другої половини 1990-х років характерний незбалансований розвиток окремих галузей; зростання досягнуто в основному за рахунок експортних галузей добувної промисловості (виробництво нікелю в 1998 зросло на 12 %) і міжнародного туризму.
Інвестиції в економіку. У 1958, напередодні революції, Куба була третьою країною в Латинській Америці (після Бразилії і Венесуели) за обсягом американських інвестицій. Обсяг інвестицій, що щорічно надходили в кубинську економіку з внутрішніх джерел, становив у той час бл. 18 % від загального обсягу власного виробництва. На початку 1990-х років виділення всіх інвестицій (крім невеликих за обсягом капіталовкладень в сільське господарство) здійснювалося централізовано державою.
Після розпаду Радянського Союзу і Ради Економічної Взаємодопомоги Куба зіткнулася з припиненням економічної допомоги та падінням попиту на товари її експорту, що спричинило погіршення економічної ситуації. Попри це, на відміну від країн Центрально-Східної Європи та колишнього Радянського Союзу, Куба відмовилася від впровадження рецептів Вашингтонського консенсусу, і попри певну економічну лібералізацію та залучення іноземних інвестицій, не було проведено масштабних приватизацій та дерегуляції економіки. Загалом кубинські економічні реформи були спрямовані на пристосування до нових умов за збереження командно-адміністративної системи, а не на її демонтаж.
Попри те, що Куба була досить відсталою країною на початок 90-х і основним продуктом її експорту навіть у 1990 році був цукор, їй вдалося перепрофілювати економіку, і якщо всередині РЕВ цукор становив 73 % експортних надходжень Куби, то на 2012 р. він становив уже лише 3 %. Натомість було розвинуто індустрію туризму, видобуток нікелю, нафтопереробну промисловість та сферу послуг. Також вдалося диверсифікувати торгівлю, і якщо на початок 90-х основними торговими партнерами Куби були країни РЕВ, то вже в 2000 році 32 % кубинського експорту припадало на Західну Європу, а на колишні країни РЕВ — 27 %. В 200-х роках найбільш динамічно розвивалися економічні зв'язки з Венесуелою, зокрема завдяки торговельній угоді 2004 року — з 2005 року надходження від продажу послуг Венесуелі перевищили надходження від експорту всіх інших товарів разом узятих.
Загалом, попри несприятливі умови, зокрема економічні санкції США, які протягом 90-х та 2000-х років лише посилювалися, а також дуже обмежений доступ до фінансових ринків, економіка Куби працювала на рівні з іншими колишніми країнами РЕВ і траєкторія її економічного розвитку відповідала загальним тенденціям «перехідних економік», хоча країни Центрально-Східної Європи та колишнього Радянського Союзу, на відміну від Куби, мали масштабну фінансову та економічну підтримку МВФ, Світового банку, ЄБРР тощо.

## Енергетика
Одним з найбільших об'єктів енергетики країни є електростанція Антоніо Гутьєраса в місті Матансас. Зазначена електростанція є одним із ключових об'єктів енергетичної системи країни. Проте, інфраструктура на місцевих електростанціях давно застаріла, перебуває в занедбаному стані, а 40 % паливних резервуарів країни було знищено у 2022 році в результаті пожежі на нафтобазі в Матансасі.
18 жовтня 2024 року, близько 11:00 за місцевим часом (18:00 за київським часом), згідно повідомлення міністерства енергетики та гірничої промисловості Куби, сталося відключення електростанції в місті Матансасі, в результаті якого в країні стався масштабний блекаут. За повідомленням агентства Reuters, без електропостачання опинилося майже 10 мільйонів людей. Станом на 21 жовтня 2024 року, Куба четвертий день поспіль не може відновити енергосистему після системної аварії, яка трапилася 18 жовтня. За повідомленням CNN вдалося відновити електропостачання тільки для 16 % споживачів, але енергомережа не витримала і довелося починати все спочатку. Над відновленням електропостачання працюють 52 000 електриків.

## Промисловість

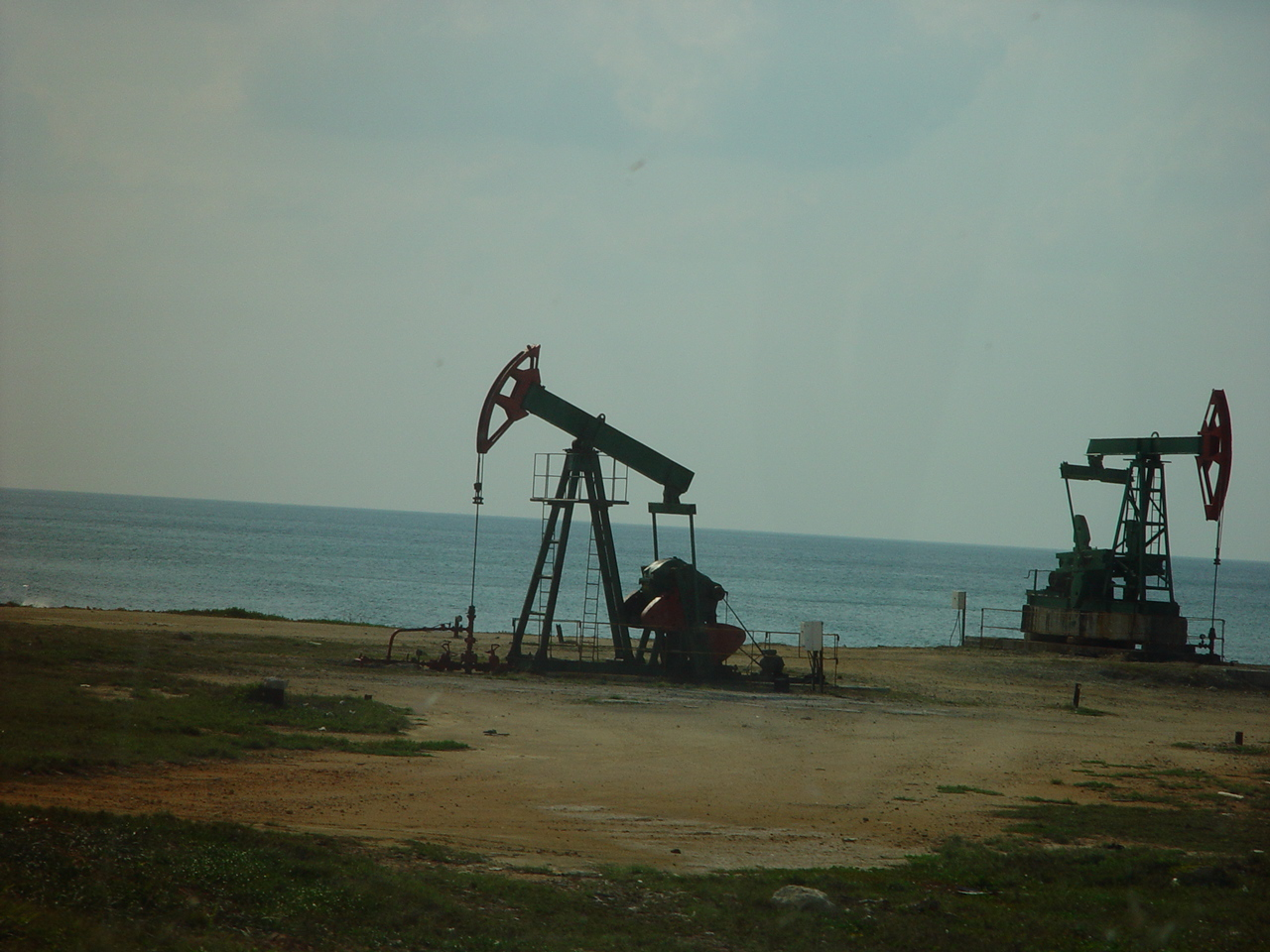
Нафтовидобуток на Кубі

Обробна промисловість. За декілька десятків років, що пройшли з часу кубинської революції, в країні була створена промислова база, при цьому обладнання і технічний персонал надавалися в основному країнами соціалістичного табору. Найпомітніше зростання спостерігалося у важкій промисловості, особливо у виробництві сталі, цементу, хімічних продуктів і добрив. У той же час зростання виробництва таких традиційних товарів народного споживання, як текстильні вироби, напої, консерви, мийні засоби і сигари, йшов набагато більш повільними темпами.
Потреби Куби в промисловому і транспортному обладнанні, а також в нафті практично повністю покриваються за рахунок імпорту; значна частина промислових споживчих товарів, сировина і багато які види основних продуктів живлення також поступають через рубіж. Понад 80 % експортних надходжень Куба отримує від продажу цукру[джерело?], іншими важливими статтями експорту є нікель, сигари і рибопродукти. На початку XXI ст. основні партнери по імпорту і експорту: Іспанія, Росія, Канада, Франція, Нідерланди, Італія, Китай та Венесуела.

## Сільське господарство

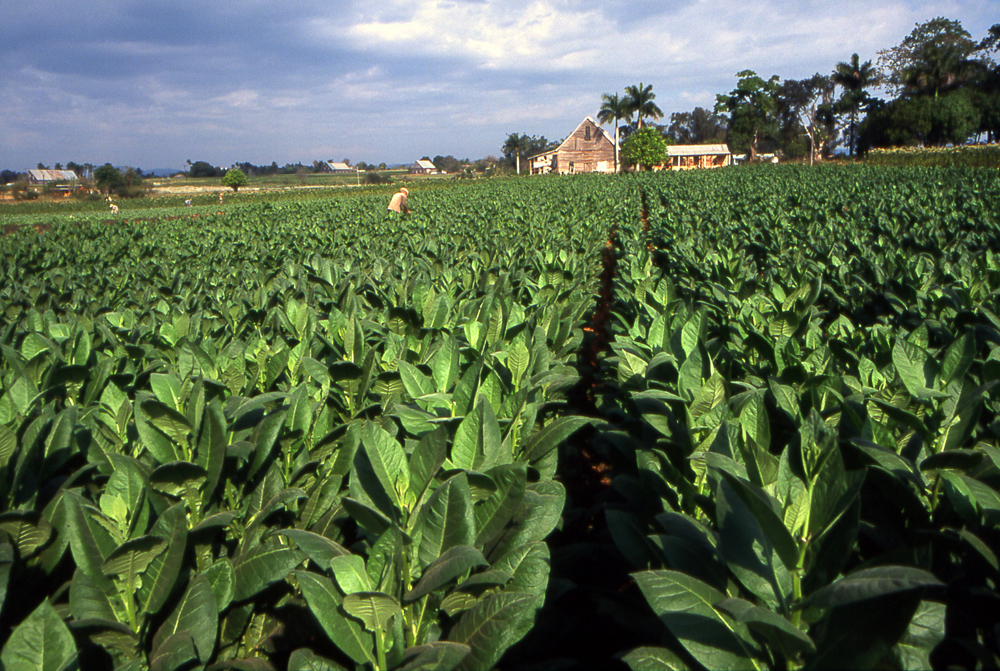
Тютюнові плантації

Сільське господарство. Економічна політика, що проводилася кубинським керівництвом в перші роки після революції (1959—1963), була направлена на переважний розвиток важкої промисловості, закінчилася невдачею, і на зміну їй в 1963 прийшла нова, орієнтована на відродження традиційного виробництва цукру. Нова економічна стратегія другою за важливістю задачею проголошувала розвиток скотарства і виробництво цитрусових. У 1970-х роках країна перейшла до реалістичнішої економічної політики, при цьому були поставлені реальні задачі по плановому обсягу виробництва цукру і зроблений упор на впровадження засобів механізації при збиранні цукрової тростини, а також на розширення промислової обробки побічних продуктів цукрового виробництва. Обсяг виробництва цукру на Кубі в 1970-х роках становив в середньому бл. 6 млн т в рік, а в 1982 досяг 8 млн т. Однак з початку 1990-х років через нестачу пального, добрив і пестицидів (що раніше постачалися з СРСР) виробництво цукру в країні різко скоротилося і становило в середньому менше за 5 млн т на рік. У 1997, на початку сезону збору цукрової тростини, близько 2/3 сільськогосподарської техніки, необхідної для збирання, простоювало через нестачу коштів (приблизно 200 млн дол.). У той же час виробництво тютюну, кави, картоплі, рису, бобів і овочів традиційних сільськогосподарських культур, що складає основу «нецукрового землеробства», залишалось практично постійним або знижувалося. У 1989 загальний улов риби становив 192 тис. т, однак до середини 1990-х років улов скоротився через недостачу пального. Близько 80 % сільськогосподарських угідь утворилося в результаті дії дощової води на червоний пісковик, завдяки чому сформувались червоні родючі ґрунти. Майже 20 % країни покрито лісами з сосни і червоного дерева. Більша частина решти земель зайнята під пасовища для 4,6-мільйонного поголів'я великої рогатої худоби і під посіви. Куба посідає третє місце у світі з виробництва цукру. Продаж цукру забезпечує до 50 % кубинського експорту.

## Транспорт

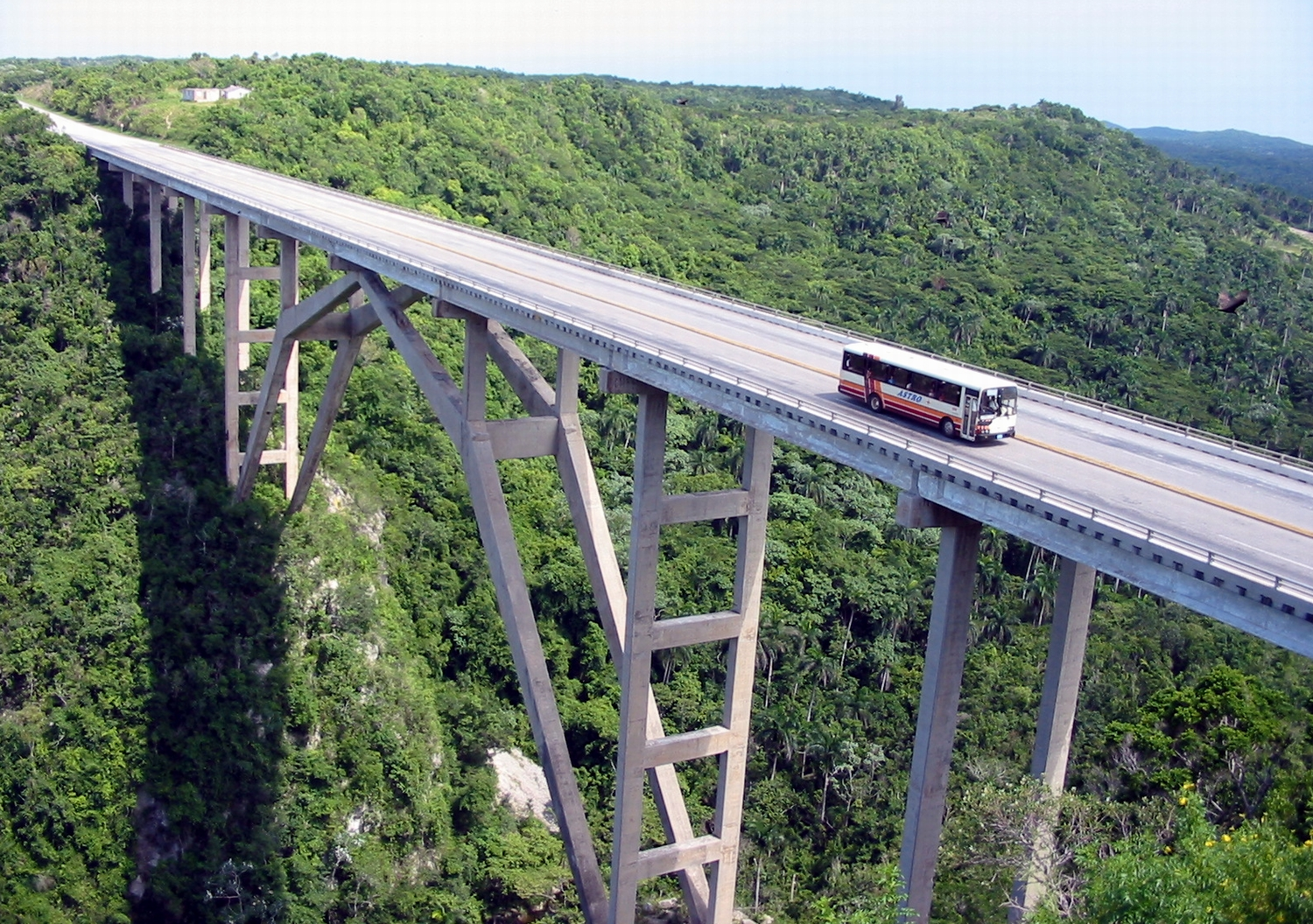
Міст Бакунаяґуа на Кубі

Основні транспортні системи Куби були побудовані до революції: центральна залізниця — на початку століття, центральна автомагістраль — в 1930-х роках, авіаційне сполучення почалося в 1940-х роках. Протягом 1960-1970-х років стан залізничної мережі погіршився, а протяжність шосейних і ґрунтових доріг зросла майже вдвічі. У кінці 1980-х років на Кубі було 13 116 км доріг з твердим покриттям. Одним з досягнень післяреволюційної Куби стало створення торгового флоту: якщо у 1959 в країні було лише 14 морських судів водотоннажністю 58 тис. т, то до 1989 Куби володіла 117 судами. Однак в 1990-х роках робота кубинського торгового флоту була практично паралізована через відсутність палива в зв'язку з різким скороченням постачання російської нафти (взагалі джерелом понад 60 % енергії, що виробляється на Кубі, є нафта, головним чином імпортна). Скороченню торгового обороту в кубинських портах сприяла також політика торгового ембарго, що проводиться США по відношенню до Куби, оскільки всім іноземним кораблям, що заходили в порти Куби, заборонявся після цього захід в американські порти протягом 6 місяців.